# Lavotjkin La-17
Lavotjkin La-17 var en sovjetisk målrobot som togs i tjänst 1954. Den blev därmed Sovjetunionens första obemannade luftfarkost.

## Utveckling
Den första modellen La-17 premiärfög 13 maj 1953 och togs i tjänst året därpå. Serietillverkningen startade dock först 1956. Den drevs av  ramjetmotorn Bondarjuk RD-900 med dragkraft på 7,8 kN. Den saknade startmotor eftersom den fälldes i flykten från en Tupolev Tu-4 och luftströmmen var tillräcklig för att starta ramjetmotorn. Radiomottagare och servon drevs av en propellergenerator i nosen. Eftersom det var en målrobot var den konstruerad som en engångsartikel och var inte tänkt att användas fler gånger. Ramjetmotorn var ganska ineffektiv och det var ofta som roboten inte blev nerskjuten innan bränslet tog slut. Då buklandade den varvid själva roboten ofta klarade sig relativt oskadad, men motorn totalförstördes och behövde bytas ut.
Versionen La-17M fick därför jetmotorn Tumanskij RD-9BK på 19,2 kN i stället (en förenklad version av motorn från MiG-19 utan efterbrännkammare) som gav roboten mer än fördubblad räckvidd. Dessutom fick den två PRD-98 startraketer med fast bränsle för att kunna starta från marken, vilket gjorde logistiken betydligt enklare. Men den kunde fortfarande inte landas och den längre räckvidden gjorde det svårt för en operatör på marken att hålla roboten inom kontroll. Därför byggdes den vidareutvecklade varianten La-17MA med autopilot och en landningsskida under motorn.
För att möta arméns behov av taktiska underrättelser i närtid byggdes även en variant som spaningsrobot. Den hade en 54 cm längre flygkropp med plats för både foto- och tv-kamera samt geigermätare. Den roboten fick beteckningen La-17R och introducerades 1962.
Under 1960-talet fokuserade Lavotjkin allt mer på Sovjetunionens rymdprogram och utvecklingen av La-17 lades på is. Produktionen fortsatte en bit in på 1970-talet tills tillgången på motorn RD-9 sinade. I stället var det konstruktionsbyrån Sokol som tog över programmet och lanserade modellen La-17K med motorn Tumanskij R-11K. Motorn togs från den första generationen av MiG-21 som i stället byggdes om med den kraftfullare motorn R-25. Produktionen av den modellen fortsatte fram till Sovjetunionens fall 1991.

## Export
La-17 har exporterats till Syrien och Kina. Kina byggde robotarna på licens med beteckningen Chang Kong 1.

## Varianter
- La-17 – Målrobot med ramjet-motorn Bondarjuk RD-900.
- La-17M – Målrobot med jetmotorn Tumanskij RD-9BK.
- La-17MA – La-17M med autopilot och landningsställ med skidor.
- La-17R – Spaningsrobot baserad på La-17M.
- La-17K – Målrobot med jetmotorn Tumanskij R-11K.

## Liknande robotar
- GAF Jindivik